# Cleisthenes pinetorum
Cleisthenes pinetorum är en fiskart som beskrevs av Jordan och Starks, 1904. Cleisthenes pinetorum ingår i släktet Cleisthenes och familjen flundrefiskar. Inga underarter finns listade i Catalogue of Life.